# الحيبة
قرية الحيبة هي إحدى القرى التابعة لمركز الفشن في محافظة بني سويف في جمهورية مصر العربية. حسب إحصاءات سنة 2006، بلغ إجمالي السكان في الحيبة 16209 نسمة، منهم 8205 رجل و 8004 امرأة.